# Claudia Lynx
Shaghayegh Claudia Lynx (persiska: شقایق کلدیا لینکس) född 8 juni 1982 i Teheran, Iran, är en iransk fotomodell och tidigare popsångerska. Hennes familj flyttade till Norge när hon var fem år och senare flyttade hon till USA.
Hon har bland annat spelat Miss World i den populära amerikanska teveserien The West Wing med Martin Sheen.